# Marssonina betulae

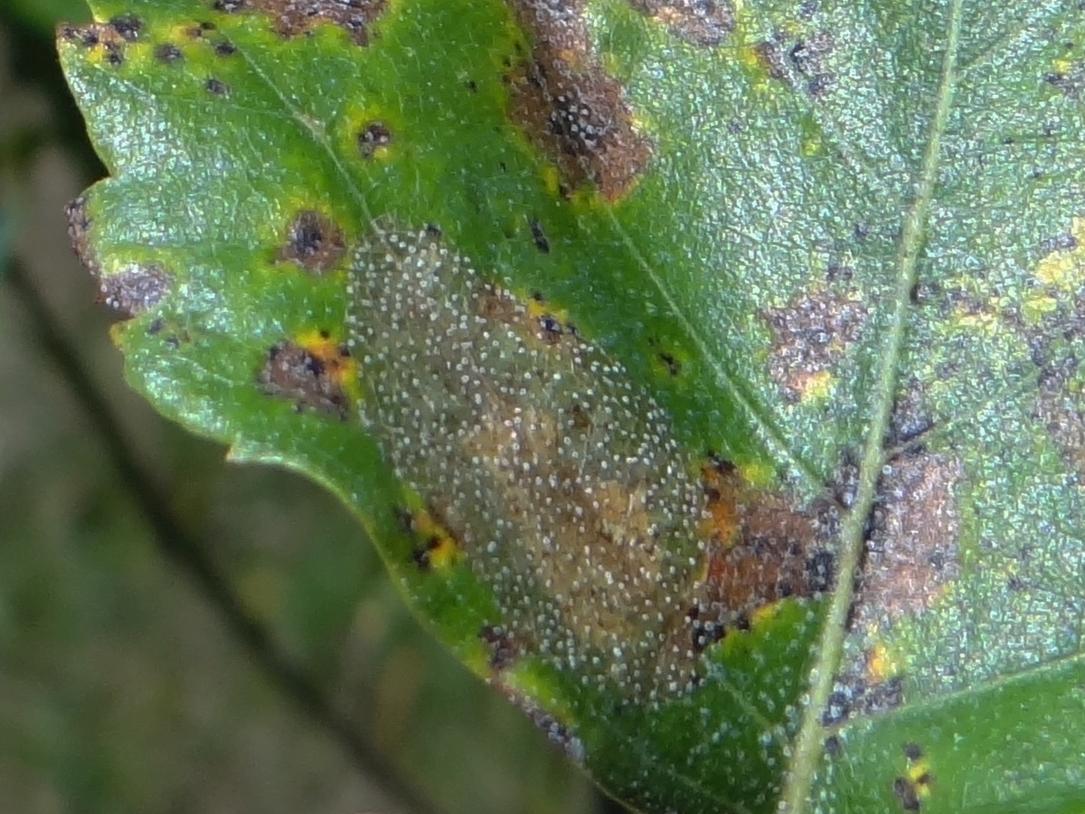

Marssonina betulae (Lib.) Magnus – gatunek grzybów z rodziny Drepanopezizaceae. Grzyb mikroskopijny pasożytujący na brzozach (Betula). Wywołuje u nich chorobę zwaną czarną plamistością brzozy.

## Systematyka i nazewnictwo
Pozycja w klasyfikacji według Index Fungorum: Pseudopeziza, Drepanopezizaceae, Helotiales, Leotiomycetidae, Leotiomycetes, Pezizomycotina, Ascomycota, Fungi. 
Po raz pierwszy takson ten zdiagnozowała w 1832 r. Marie-Anne Libert, nadając mu nazwę Leptothyrium betulae. Obecną, uznaną przez Index Fungorum, nazwę nadał mu w 1870 r. Paul Wilhelm Magnus. 
Synonimy:

- Cylindrosporella betulae-papyriferae (Dearn. & Overh.) Arx 1956
- Gloeosporium betulae (Lib.) Mont. 1849
- Gloeosporium betulae Fuckel 1870
- Gloeosporium betulae-luteae Sacc. & Dearn. 1915
- Gloeosporium betulae-papyriferae Dearn. & Overh. 1924
- Leptothyrium betulae Lib. 1832
- Marssonia betulae (Lib.) Sacc. 1892
- Marssoniella betulae (Lib.) Höhn. 1920

## Występowanie i szkodliwość
Marssonina betulae jest pospolitym patogenem występującym na brzozach w całej Europie. Powoduje charakterystyczne plamy na liściach i na młodych pędach. Jego grzybnia wytwarza bezpłciowe zarodniki (konidia), które wiosną i latem rozprzestrzeniają chorobę infekując liście i młode pędy. Patogen jest bardziej szkodliwy, niż dawniej sądzono. Powoduje osłabienie drzew, zamieranie siewek, a u dużych drzew stopniowe zamieranie korony. 
W Polsce stwierdzono występowanie M. betulae na brzozie brodawkowatej (Betula pendula), brzozie omszonej (Betula pubescens) i na niezidentyfikowanych gatunkach brzóz.
Oprócz M. betulae patogenami brzóz, często wspólnie z nim występującymi są m.in. Anisogramma virgultorum i Discula betulina.